# Анрі Люсьєн Жюммель
Анрі Люсьєн Жюммель (фр. Henri Lucien Jumelle, 25 листопада 1866 — 6 грудня 1935) — французький ботанік, фізіолог рослин та фармацевт.

## Біографія
Анрі Люсьєн Жюмелль народився у місті Дре 25 листопада 1866 року.
З 1887 до 1894 року він працював фізіологом рослин на Факультеті наук у Парижі. Згодом він був професором ботаніки на Факультеті наук у Марселі (1894–1935). З 1898 до 1916 року він був заступником директора, а потім директором Musée colonial et du Jardin botanique у марселі.
Він проявив глибокий інтерес до прикладної ботаніки, публікуючи численні трактати із сільськогосподарських аспектів різних рослин. З 1922 до 1935року Анрі Люсьєн Жюмелль був член-кореспондентом Французької академії наук (ботанічна секція).
Анрі Люсьєн Жюмелль помер 6 грудня 1935 року у Марселі.

## Наукова діяльність
Анрі Люсьєн Жюмелль спеціалізувався на насіннєвих рослинах.

## Окремі публікації
- 1890. Le Laboratoire de Biologie Vegetale de Fontainebleau. 16 pp. Reimprimió Kessinger Publ. 2010. ISBN 1160160929.
- 1897. L'okouendé gowa, liane à caoutchouc du Fernan-Vaz. 6 pp.
- 1900. Plantes alimentaires: (Pt. 1 of Les Cultures Coloniales). Ed. J.B. Baillière & fils. 130 pp.
- 1900. Plantes industrielles & médicinales: (Pt.2 de Les Cultures Coloniales). Ed. J.B. Baillière & fils. 360 pp.
- 1903. Plantes a cautchouc et a gutta. París: Augustin Challamel. 542 pp. Reimprimió BiblioBazaar, LLC, 2009. 194 pp. ISBN 111301881X.
- 1907. Exposition coloniale de Marseille 1906: Les ressources agricoles et forestières des colonies françaises. Ed. Barlatier. 592 pp.
- 1908. Sur quelques plantes utiles ou intéressantes du nord-ouest de Madagascar. Ed. Musée colonial. 47 pp.
- Henri Lucien Jumelle, Henri Perrier de la Bâthie. 1910. Fragments biologiques de la flore de Madagascar (Dioscorea, Adansonia, Coffea, etc.) Ed. Institut colonial. 96 pp.
- 1913. Les cultures coloniales. Ed. J.B. Ballière & fils. 360 pp.
- 1916. Catalogue descriptif des collections botaniques du Musée Colonial de Marseille, Afrique Occidentale FranÇaise. Ed. Musée Colonial. 93 pp.
- 1921. Les huiles végétales: Origines. Procédés de préparation. Caractères et emplois. Ed. J.-B. Baillière et fils, París. Reipreso Adamant Media Corp. 2005. 500 pp. ISBN 0-543-73331-9.
- 1924. Légumes et fruits: (Pt.2 of Les Cultures Coloniales). Bibliothèque coloniale. Ed. J.B. Baillière & fils. 122 pp.

## Почесті
На його честь були названі роди рослин Jumellea Schltr. (родина Орхідні) та
Jumelleanthus Hochr. (родина Мальвові).